# Hadseløya

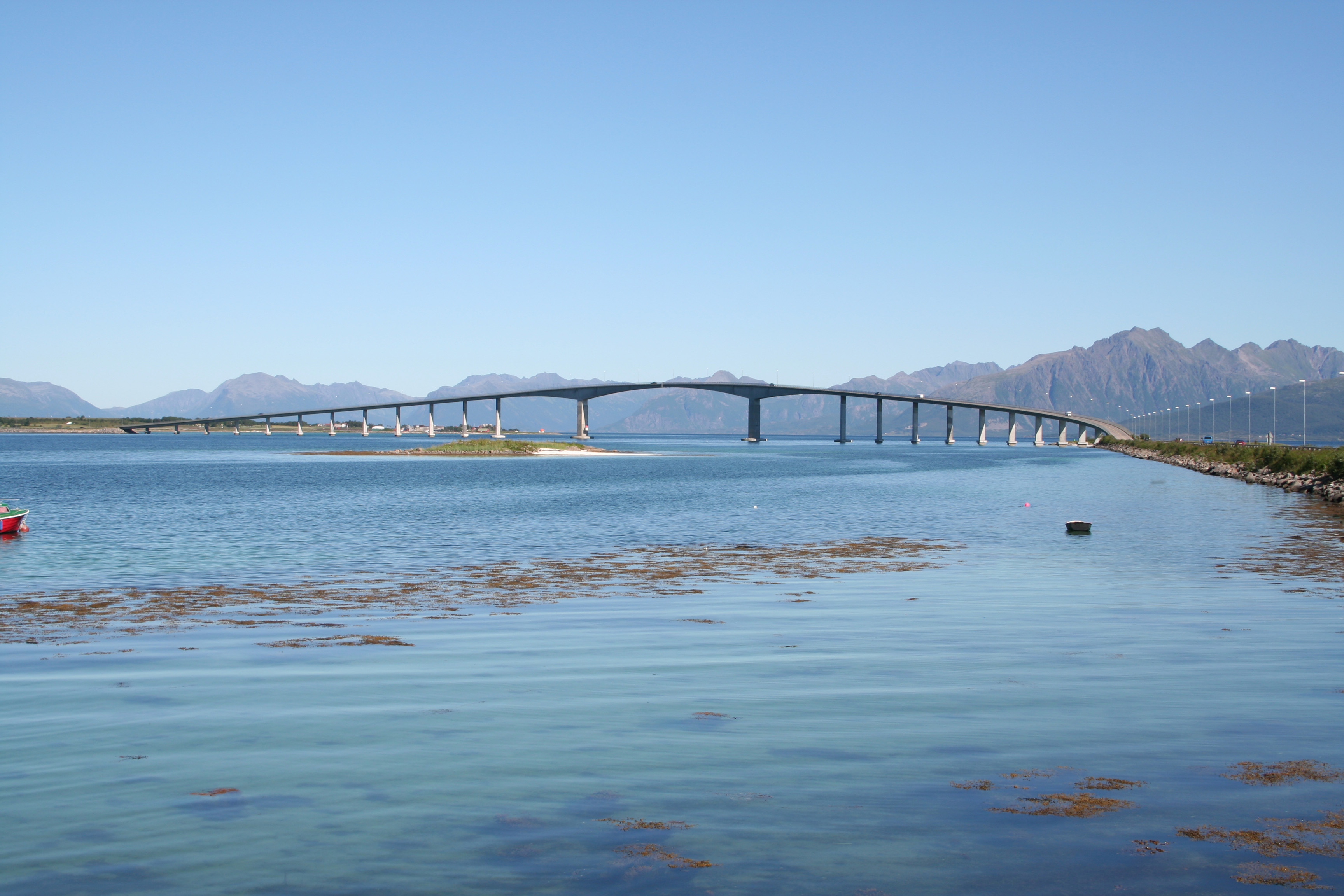
Hadselbron, här 2006, en är en del av broförbindelsen till Langøya.

Hadseløya är en ö i ögruppen Vesterålen i Nordland fylke i norra Norge. Den har en yta på 102 kvadratkilometer.
Öns största tätorter är Melbu och Stokmarknes.
Högsta fjälltopp är Lamlitinden, 656 meter över havet.
Europaväg 10 passerar ön, norrifrån med broförbindelse från Langøya och mot söder, mot Lofoten, via färja till Fiskebøl på ön Austvågøya.